# Operace Joram

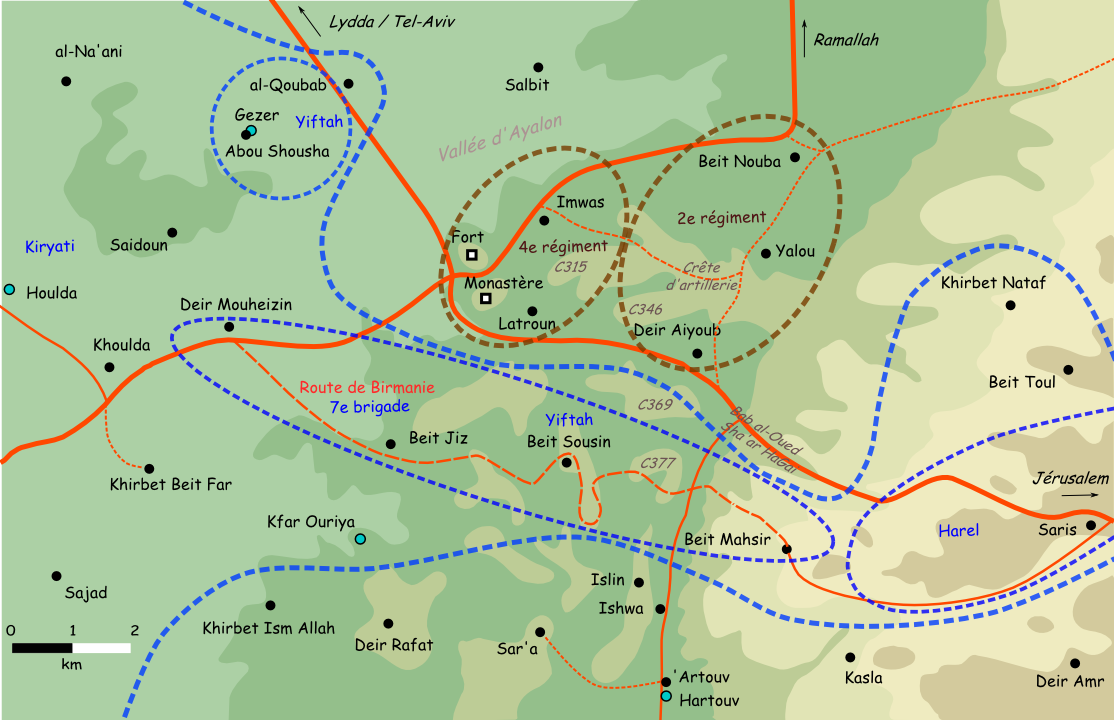
Oblast Latrunu 11. června 1948 po skončení Operace Joram, na jihu náhradní tzv.Barmská cesta

Operace Joram (hebrejsky: מבצע יורם, Mivca Joram) byla vojenská akce izraelské armády  provedená v červnu 1948 během první arabsko-izraelské války, v době krátce po vzniku státu Izrael. Byla součástí bitev o Latrun vedených s cílem ovládnutí přístupového koridoru z pobřežní planiny do Jeruzaléma a výšiny Latrun. Skončila izraelským neúspěchem.

## Dobové souvislosti
V listopadu 1947 přijala Organizace spojených národů plán na rozdělení Palestiny. V následujících měsících následovala občanská válka v Palestině mezi Židy a Araby, která se v měsících a týdnech před vznikem odchodem Britů vyostřovala a pak přešla plynule do vlastní arabsko-izraelské války, která měla již charakter konvenčního konfliktu a účastnily se jí otevřeně i zahraniční arabské armády.  Součástí válečných akcí bylo i obléhání Jeruzaléma, jehož židovská populace byla stále více odříznuta od zásobování z pobřežní nížiny kvůli arabským útokům ve vesnicích v Judských horách, zejména ve strategické soutěsce Ša'ar ha-Gaj (Báb al-Vád). Touto soutěskou také vedl vodovod do Jeruzaléma. Situaci obležených Židů dočasně zlepšila Operace Nachšon, která na jaře 1948 na několik dnů otevřela cestu zásobovacím koridorům. Následující Operace Makabi, Operace Bin Nun a Operace Bin Nun Bet ale skončily izraelským neúspěchem. Latrun nadále zůstával v arabském držení.

## Průběh operace
Po neúspěchu Operace Bin Nun Bet se Izraelci pokusili o další, již čtvrtý, útok na Latrun. 9. června 1948 ho zahájila Brigáda Jiftach ve spolupráci s jedním praporem Brigády Harel. Nástupním prostorem byly výšiny východně od Latrunu, které již byly v izraelském držení. Došlo k sérii zmatků. Brigáda Harel obsadila jinou výšinu, než bylo plánováno a Brigáda Jiftach se pak dostala pod arabskou palbu, když se blížila ke kótě, u které očekávala přátelské jednotky. 10. června Arabové přešli do protiútoku a obsadili dočasně židovskou vesnici Gezer. 11. června pak vstoupilo v platnost příměří mezi oběma stranami. Latrun zůstal nadále pod arabskou kontrolou. Vedlejším produktem opakovaných neúspěchů Izraelců v okolí Latrunu bylo zřízení provizorní zásobovací silnice do Jeruzaléma, vedené strmými kopci několik kilometrů jižně odtud. Šlo o takzvanou Barmskou cestu.